# جاستن هولاند
جاستن هولاند (بالإنجليزية: Justin Holland)‏ هو سياسي أمريكي، ولد في 15 مارس 1984. حزبياً، نشط في الحزب الجمهوري. وقد انتخب عضو مجلس نواب تكساس.